# Arthur Hammer
Arthur Hammer (auch Artur Hammer; * 30. Mai 1884 in Essen; † 6. April 1942 im KZ Groß-Rosen) war ein deutscher KPD-Funktionär und Gewerkschafter.

## Leben
Der Angestellte Hammer wurde Mitglied des Spartakusbundes in Essen. Nach der Novemberrevolution war er Mitglied im Arbeiter- und Soldatenrat der Stadt. Hammer war Essener Delegierter auf dem Gründungsparteitag der KPD (30. Dezember 1918 – 1. Januar 1919) in Berlin und wurde dort zu einem der Schriftführer gewählt. Er war Mitbegründer und Vorsitzender der Essener Kommunisten. Auf Initiative der USPD bildete sich in Essen Anfang Februar 1919 ein aus allen drei Arbeiterparteien paritätisch zusammengesetztes „Dreißigmännerkollegium“, zu dessen Vorsitzenden neben Josef Orlopp (1. Vorsitzender, USPD), August Siemsen (2. Vorsitzender, MSPD) auch Arthur Hammer (Schriftleiter, KPD) gehörte. Das Bündnis zerbrach aber rasch wieder, da die Vorstellungen der drei Arbeiterparteien zu unterschiedlich waren.
Auf dem III. Parteitag der KPD in Karlsruhe (25. – 26. Februar 1920) wurde Hammer als Kandidat in die Zentrale der KPD gewählt. Er war Delegierter auf dem Vereinigungsparteitag der KPD mit der USPD (Linke) im Dezember 1920 in Berlin.
Hammer war ab 1919 führend in der Freien Arbeiter-Union (Gelsenkirchener Richtung) tätig, die dann 1921 in der Union der Hand- und Kopfarbeiter (UdHuK) aufging und sich auf internationaler Ebene der Roten Gewerkschafts-Internationale (RGI) anschloss. Hammer war zeitweise auch verantwortlicher Redakteur des UdHuK-Zentralorgans Union. Im März 1922 nahm Hammer zusammen mit Hermann Vogenbeck, ebenfalls UdHuK-Mitglied, im Auftrag der RGI am Kongress des niederländischen Gewerkschaftsbundes Nationaal Arbeids-Secretariaat (NAS) teil, um für den Beitritt des NAS in die RGI zu werben. Im März 1924 opponierte er gegen die Gewerkschaftspolitik der „ultralinken“ KPD-Führung um Ruth Fischer und Arkadi Maslow. Als die UdHuK 1925 – nach einem Kurswechsel in der KPD, der nunmehr die Mitarbeit der Kommunisten in den Freien Gewerkschaften vorsah – in den Deutschen Metallarbeiter-Verband (DMV) überführt werden sollte (die KPD erhoffte sich so eine kommunistische Mehrheit im DMV im Bezirk Rheinland-Westfalen zu erreichen), widersetzte sich Hammer und verließ wegen dieser Differenzen die KPD.
Danach war er weiterhin in gewerkschaftliche Funktionen tätig und arbeitete als Buchhändler und Vertreter. 1931 schloss sich Hammer der sozialdemokratischen „Eisernen Front“ an.
Nach der „Machtergreifung“ durch die Nationalsozialisten beteiligte sich Hammer am Widerstand in Essen und im Ruhrgebiet. Im März 1936 wurde Hammer nach einer Denunziation verhaftet und am 7. August 1936 von einem Sondergericht in Essen wegen „Verstoßes gegen das Heimtückegesetz“ zu einem Jahr und sechs Monaten Gefängnis verurteilt. Im September 1939 wurde er erneut festgenommen. Hammer war zunächst im Gefängnis Essen inhaftiert, wurde dann in das KZ Sachsenhausen und schließlich im März 1942 in das KZ Groß-Rosen verbracht. Dort wurde er am 6. April 1942 ermordet.
Der Nachlass Hammers befindet sich im Archiv Ernst Schmidt, das derzeit im Ruhrlandmuseum Essen angesiedelt ist.